# Дініш
Діні́ш (порт. Dinis; 9 жовтня 1261 — 7 січня 1325) — король Португалії (1279—1325). Представник португальської Бургундської династії. Народився у Лісабоні, Португалія. Син португальського короля Афонсу III та кастильської інфанти Беатриси. Чоловік Ізабели Арагонської. Батько португальського короля Афонсу IV.
Збагатив державу та укріпив королівську владу шляхом обмеження прав аристократії та духівництва. Завершив протистояння португальських монархів із Церквою, уклавши конкордат із Римом (1290). Заснував перший португальський університет (1290). Зробив старопортугальську офіційною мовою діловодства поряд з латиною. Заклав жіночий Одівеласький монастир (1295). Воював у Кастилії на боці інфанта Хуана проти кастильського короля Фернандо IV (1295—1297). Підписав із останнім Альканісеський договір (1297), що на століття визначив лінію португальсько-кастильського кордону. Розпочав торгівлю з Англією (1308) і затвердив статут купців, які укладали угоди щодо фінансової взаємної допомоги. Тим самим поклав початок касам морського страхування. Для побудови торговельного флоту заохочував вирощування лісів. Заснував лицарський Орден Христа (1319), що став правонаступником Ордену тамплієрів на португальських теренах. Наприкінці життя розв'язав війну з власним сином-спадкоємцем Афонсу (1322—1324). Помер у Сантарені, Португалія. Похований у Одівелаському монастирі. Один із авторів збірки трубадурської поезії «Пісні про друга». Прізвиська — Землеро́б (порт. o Lavrador), Пое́т (порт. o Poeta).

## Імена
- Ді́ніш (порт. Dinis; стара орфографія — Diniz) — у португальських джерелах; в історіографії інколи записується як Ді́ніш I, хоча інших королів із цим іменем не було.
- Ді́ніш Афо́нсу, або Ді́ніш Афо́нсович  (порт. Dinis Afonso) — по-батькові.
- Дініш Бургу́ндський (порт. Dinis de Borgonha) — за назвою династії.
- Ді́ніш Землеро́б (порт. Dinis, o Lavrador) — за прізвиськом, за розвиток економіки.
- Ді́ніш Пое́т (порт. Dinis, o Poeta) — за прізвиськом, за розвиток літератури.
- Ді́ніш Португа́льський (порт. Dinis de Portugal) — за назвою країни.
- Діоні́сій (лат. Dionisius) — у латинських джерелах.
- Діоні́сіо (ісп. Dionisio) — у кастильських, іспанських джерелах.

## Біографія

### Молоді роки
Дініш народився 9 жовтня 1261 року в Лісабоні, в родині португальського короля Афонсу ІІІ й королеви Беатриси, позашлюбної доньки кастильського короля Альфонсо X. Хлопця назвали на честь святого Діонісія (Дениса, португальською: Дініш). Оскільки інфант був спадкоємцем престолу, батько залучав його до державного управління з юних років. Це було особливо важливим у світлі конфлікту Афонсу ІІІ із Церквою, що загостився у 1277—1279 роках.
Дініш був середнім на зріст чоловіком (1,65 м). Він був першим серед португальського королівського роду, хто мав темноруде волосся — генетична ознака, яка передалася йому по материнській ліній. До старості майбутній король мав гарну фізичну форму, вів здоровий спосіб життя, багато подорожував, був загартований у боях та полюваннях.
16 лютого 1279 року, після смерті батька, Дініш став новим королем Португалії. Він проводив курс на централізацію королівської влади, укріплення і розширення володінь королівського домену. 1282 року Дініш одружився із арагонською інфантою Ізабелою.

### Церковна політика
1284 року Дініш, за прикладом свого діда Афонсу ІІ і батька Афонсу ІІІ, почав проводити переатестацію землеволодіння в країні. Він настирливо розслідував випадки незаконного привласнення королівщин, а наступного року прийняв ряд законів проти «права мертвої руки», скерованих на урізання привілеїв духівництва. Зокрема, король заборонив Церкві та духовним орденам купувати землю в країні; вимагав продажу володінь, які вони придбали від початку його правління. За декілька років Дініш видав інший указ, яким заборонив успадковувати орденам володіння своїх членів. Він всіляко обмежував права духівництва і монастирів на землею, заміняючи їх щорічним державним утриманням.
1288 року Дініш добився від папи Миколая IV видання булли про визнання самостійності португальського відділу Ордену Сантьяго, що був залежний від Кастильського магістра. Наступного року він уклав угоду зі Святим Престолом та португальськими єпископами за якою присягав захищати привілеї Церкви у Португалії.
1319 року Дініш заснував португальський лицарський Орден Христа. Цьому передувала заборона папи Климента V на діяльність тамплієрів, яких звинувачували у єресі. Король надав притулок гнаним лицарям і запросив їх до свого Ордену. Згодом він вів переговори із наступним папою Іваном XXII про затвердження португальського Ордену Христа та визнання за ним прав і власності Ордену тамплієрів.

### Правові й господарчі реформи
Дініш провів реформу португальського цивільного і кримінального права з метою захисту нижчих класів. Розгляд судових справ було пришвидшено, а плата за їх проведення суттєво знижена. Законодавчі едикти короля збереглися в «Книзі законів і положень» (порт. Livro das Leis e Posturas) та «Ординаціях Афонсу» (порт. Ordenações Afonsinas), виданих за доби Афонсу V. Більшість з цих документів не становлять окремого кодексу, а є компіляцією різних правових актів, виправлених і доповнених за правління Дініша. Від 1290 року за його постановою судочинство в країні мусило проводитися так званою «народною мовою», старопортугальською; вона стала офіційною мовою країни поряд з латиною.
Дініш займався екстенсивним розвитком португальської економіки, особливо сільського господарства у провінційних регіонах, за що в отримав прізвисько «Землероб» (порт. o Lavrador). Він здійснив перерозподіл земельних угідь, надавши землю селянам, що її обробляють; заснував агрономічні школи для покращення техніки обробітку землі та збору врожаю. Король сприяв розквіту гірництва та металургії, стимулював видобуток сірки, срібла, олова, заліза. Заохочуючи зростання міст та торгівлі, 10 травня 1293 року він уклав із португальськими купцями договір, так званий «комерційний пакет» (порт. Bolsa de Comércio), перший європейський документ про морське страхування. Король активно шукав ринків збуту португальської продукції й  налагодив експорт португальського збіжжя, солі й соленої риби до Англії (договір 1308), Фландрії та Франції. За наказами Дініша у португальських містах та містечках з'явилися постійні базари, що замінили періодичні ярмарки. З метою захисту сільськогосподарських земель від узбережних пісків король наказав виростити Лейрійський сосновий бір, частина деревини з якого йшла на побудову флоту.

### Покровитель наук і мистецтв
3 березня 1290 року Дініш видав указ «Scientiae thesaurus mirabilis», за яким в Лісабоні відкрився перший португальський університет, названий «Генеральною Студією» (порт. Estudo Geral). У ньому читалися лекції з мистецтв, медицини, цивільного та канонічного права. Король дарував університету велику хартію «Magna Charta Privilegiorum», якою надав самоврядні права. Заклад неодноразово переїздив до Лісабона і Коїмбри, поки 1537 року король Жуан III остаточно не затвердив його місце перебування у старій португальській столиці; відтоді установу стали називати Коїмбрський університет.
Дініш любив займатися мистецтвами та науками. Він вивчав літературу й написав декілька книг широкого спектра — від державного управління до полювання. За наказом короля багато праць були перекладені старопортугальською. Король був патроном трубадурів і писав вірші в їхньому стилі. Зокрема, він був одним із авторів збірки «Пісні про друга», що є одним із цінних зразків трубадурської поезії Піренейського півострова. Вона містить 137 ліричних й сатиричних пісень, написаних старопортугальською. Збірка збереглася у двох рукописних списках XVI століття: «Пісенник Національної бібліотеки» (порт. Cancioneiro da Biblioteca Nacional) і «Ватиканський пісенник» (порт. Cancioneiro da Vaticana).

### Війни
1295 року Дініш втрутився у міжусобну війну в Кастилії на боці інфанта Хуана проти кастильського короля Фернандо IV. Португальці захопили кастильські поселення Серпа, Мора та інші на східному березі річки Гвадіана. 1297 року він уклав Альканісеський мирний договір, що визначив нову лінію міждержавного кордону й підтвердив права Португалії на Алгарве. Цей договір залишався чинним протягом 40 років.
Дініш вважається засновником португальського флоту. 1317 року він уклав контракт із генуезьким купцем і мореплавцем Мануелем Пессаня (Manuel Pessanha, Пезагно), якого призначив спадковим адміралом своїх кораблів. У відповідь Пессаня та його спадкоємці мусили надавати 20 генуезьких капітанів, які очолюватимуть королівські галери.
У 1322—1324 роках в Португалії спалахнула внутрішня війна між синами Дініша — спадкоємцем трону Афонсу, сином королеви Ізабели, та Афонсу-Саншіш (Afonso Sanches), незаконнонародженим сином від Алдонси Родрігіш де Таля (Aldonça Rodrigues Talha). Хоча офіційним наступником був перший, король любив другого, а тому прийняв у конфлікті його сторону. Інфанта Афонсу підтримували міста, а Дініша та його бастарда — знать, яка отримала привілеї від корони. Під час війни Дініш був змушений відступити до Аленкера, що виступав на боці інфанта, й за втручання королеви Ізабели відклав задум з убивства свого первістка. За легендою, на полі Алваладе королева виїхала наперед на мулі між обома арміями і отруїла себе, щоб зупинити бійню. 1324 року конфлікт владнали – Афонсу-Саншіша у вигнання, а інфант Афонсу присягнув королю-батькові на вірність.
Дініш помер 7 січня 1325 року в Сантарені. Його поховали у Одівелаському монастирі святого Діонісія поблизу Лісабона. Під час реставрації королівської могили 1938 року було проведено дослідження останків короля.

## Оцінки
Португальська історіографія витворила позитивний, близький до ідеального образ короля Дініша. Вже у перших хроніках ХІІІ – XIV століть він постає як мудрий правитель, умілий адміністратор. 1600 року португальський історик Дуарте Нуніш називав короля «батьком вітчизни» (Pai da Pátria). Заслугами Дініша вважали централізацію, оновлення законів, встановлення кордонів, розвиток господарства і комерції, становлення португальської вищої освіти і флоту. Багатство Дініша було відоме за межами Португалії; зокрема, його згадує Данте Альгєрі в своїй «Божественній комедії». Водночас, ряд істориків відмічали жорстокість Дініша, особливо у поводженні з сином-інфантом Афонсу, що спричинило міжусобну війну, а також холодність у ставленні до своєї дружини Єлизавети.

## Родина
Дружина — Ізабела (1271—1336), донька арагонського короля Педро III
Діти:
- Конштанса (1290—1313) — португальська інфанта ∞ Фернандо IV, кастильський король.
- Афонсу IV (1291—1357), король Португалії (1325—1357)

7 бастардів

## У культурі